# San Pedro Ayampuc
San Pedro Ayampuc är en kommunhuvudort i Guatemala.   Den ligger i departementet Guatemala, i den centrala delen av landet, 18 km norr om huvudstaden Guatemala City. San Pedro Ayampuc ligger 1 203 meter över havet och antalet invånare är 46 803.
Terrängen runt San Pedro Ayampuc är lite bergig. Runt San Pedro Ayampuc är det tätbefolkat, med 683 invånare per kvadratkilometer. Närmaste större samhälle är Guatemala City, 17,5 km söder om San Pedro Ayampuc. I omgivningarna runt San Pedro Ayampuc växer huvudsakligen savannskog.